# Princesse Khandou
Princesse Khandou (état civil inconnu), est une actrice apparue dans cinq films français entre 1936 et 1938.

## Biographie
On ne sait pratiquement rien de cette actrice sinon qu'elle semble avoir été également chanteuse et danseuse. En novembre 1936, son nom apparaît dans un spectacle donné au théâtre de la Madeleine à l'occasion d'un "dîner arabe" organisé par Si Kaddour Benghabrit pour la 50e représentation d'une pièce dont l'action se déroulait dans une boite de nuit de Casablanca.
Dans la revue Comœdia, on peut lire en effet que ce dîner "fut agrémenté de chants et de danses arabes où se distinguèrent Mlles Sadya, Sonia, Melka Soudani et une nouvelle venue qui remporte un grand succès, la princesse Khandou".
C'est le réalisateur Jacques Séverac qui la fit tourner pour la première fois en 1936 dans son film Les Réprouvés sorti sur les écrans en février 1937. Ce film tourné au Maroc avec des acteurs marocains laisse à penser que la Princesse Khandou pourrait être elle-même originaire du pays.
Après 4 autres films tournés entre 1936 et 1938, elle disparaît des plateaux de cinéma et retombe dans l'anonymat.

## Filmographie
- 1936 : Les Réprouvés de Jacques Séverac : Fatima el Tlemci
- 1936 : Le Roman d'un spahi de Michel Bernheim : la princesse Fatou Gaye
- 1937 : Le Messager de Raymond Rouleau : Dolly, la métisse
- 1938 : Ça... c'est du sport de René Pujol : Yvonne Romulus
- 1938 : Le Voleur de femmes d'Abel Gance : une danseuse